# Not a Girl
Not a Girl (Originaltitel: Crossroads; Alternativtitel: Not a Girl – Crossroads) ist ein US-amerikanischer Spielfilm mit der Pop-Sängerin Britney Spears. Obwohl der Film (Produktionsbudget: 12 Mio. US-Dollar) mit weltweit 61 Mio. US-Dollar das knapp Fünffache seiner Kosten einspielte und Platz 2 der US-Kino-Charts erreichte (US-Einspielerergebnis: 37,2 Mio. US-Dollar), wurde er von den Kritikern verrissen.
In Deutschland sahen 643.170 Zuschauer den Film, er erreichte Platz 6 der Kino-Charts.

## Handlung
In ihrer Kindheit waren die drei Mädchen Mimi, Lucy und Kit unzertrennlich. Sie versprachen sich, ewig Freundinnen zu bleiben. Eines Tages hatten sie die Idee, eine Kiste mit Gegenständen, die ihre Wünsche symbolisierten, zu vergraben. Verabredet wurde, dass diese Kiste an ihrer Abschlussfeier wieder ausgegraben werden sollte – von allen dreien.
Die drei Mädchen haben sich jedoch so unterschiedlich entwickelt, dass sie sich erst einmal sträuben, zum vereinbarten Platz zu kommen, aber schließlich treffen sie sich doch und graben die Kiste aus. Lucy hatte sich gewünscht, endlich ihre Mutter kennenzulernen, die inzwischen schwangere Mimi wollte mit den Füßen im Pazifik stehen, und Kit wollte heiraten.
Da alle drei ihre Träume noch nicht verwirklichen konnten, fahren sie nach Los Angeles; Lucy, weil ihre Mutter auf dem Weg wohnt, wo sie rausgelassen werden will, Kit, weil ihr Freund und Verlobter in Los Angeles studiert, und Mimi, weil sie dort an einem Vorsingen teilnehmen will. Ihr Fahrer auf dem Weg nach L.A. ist Ben, ein Musiker, der die drei Mädchen mitnimmt. Auf dem Weg finden die drei wieder zu ihrer alten Freundschaft zurück. Auf dem Weg nach L.A. geht ein Teil vom Auto kaputt, und Lucy will ihren Vater anrufen und die Sache aufgeben. Doch die Freundinnen können sie überreden, noch nicht aufzugeben. Sie versuchen, das Geld in einer Karaokebar zusammenzubringen, was sie auch erreichen. Am Abend betrinken sie sich zum ersten Mal und erzählen sich alles Schlimme voneinander. Mimi gesteht Lucy und Kit, dass das Kind nicht von ihrem Freund ist, sondern dass sie betrunken vergewaltigt wurde. Die drei Freundinnen versprechen sich, ewig aufeinander aufzupassen und sich nie wieder so sehr auseinanderzuleben.
Lucy trifft ihre Mutter, die von ihr nichts mehr wissen will. Daraufhin und durch den Erfolg beim Karaokesingen entscheidet sich Lucy, in L.A. bei dem Gesangswettbewerb teilzunehmen. Lucy hat zu Ben inzwischen eine enge Beziehung aufgebaut. Als er ihr einen selbstkomponierten Song vorspielt, den er sich zu einem von Lucys Gedichten ausgedacht hat, kommt es zu einem ersten Kuss der beiden. In L.A. angekommen wollen Kit und Mimi die Stadt erkunden, während Ben und Lucy im Motel zurückbleiben. Statt Sightseeing fährt Kit mit Mimi zu ihrem Verlobten. Sie erwischt ihn mit einer anderen und erfährt, dass er der Vater von Mimis Kind ist. Daraufhin verlässt sie ihn wütend. Als sie mit Mimi aus dem Haus stürmt, stürzt die und verliert dabei ihr Baby.
Lucys Vater kommt nach L.A. und will die Mädchen mit nach Hause nehmen. Lucy kann ihm klarmachen, dass sie nicht wie ihre Mutter ist und er sie gehen lassen muss. Sie fällt Ben in die Arme, von dem sie sich bereits verabschiedet hatte. Am Ende sieht man Lucy als Gewinnerin des Gesangswettbewerbs mit ihrem selbstkomponierten Song „I'm not a Girl – Not yet a Woman“. Dieses Lied widmet sie sich und ihrer Reise.

## Kritik
Chicago Tribune: Spears liefert ihre Performance mit der gleichen Ernsthaftigkeit ab, die sie auch in einen Pepsi-Werbespot investieren würde, nur dass dieser Film noch mehr überzuckert ist.
Cinema: Erstaunlicherweise bringt die Regisseurin das pubertäre Dramolett ohne große Peinlichkeiten über die Bühne, Fräulein Spears blamiert sich keineswegs. Sie wirkt sogar recht putzig.
Los Angeles Times: Spears macht ihre Sache so gut wie irgendjemand es in einem so gekünstelten und trägen Film könnte. Sie hat eine natürliche Präsenz auf dem Bildschirm [...] Es mag einen schockieren, aber sie ist ok.
Washington Post: Kein Musikvideo, aber auch noch kein Film, mehr eine Art Extended-Play-Werbung für das Produkt namens Britney.

## Auszeichnungen
Gewonnen Goldene Himbeere 2003:
- Schlechteste Hauptdarstellerin: Britney Spears
- Schlechtester Filmsong: I’m Not a Girl, Not Yet a Woman (Britney Spears)

Nominierung Goldene Himbeere 2003:
- Schlechtester Film
- Schlechtester Teen-Film
- Schlechteste Regie: Tamra Davis
- Schlechtester Filmsong: Overprotected (Britney Spears)

- Schlechtestes Drehbuch: Shonda Rhimes
- Schlechtestes Leinwandpaar: Britney Spears und Anson Mount

Nominierung MTV Movie Awards 2002:
- Bestangezogene Persönlichkeit: Britney Spears
- Beste Nachwuchs-Darstellung: Britney Spears

Nominierung Teen Choice Awards 2002:
- Bestes Leinwandpaar: Britney Spears und Anson Mount
- Beste Schauspielerin Komödie/Drama: Britney Spears

## Nachweise
1. ↑  Crossroads. In: Metacritic. Abgerufen am 29. September 2021 (englisch).
2. ↑  Not a Girl. In: cinema. Abgerufen am 21. August 2021.
3. ↑   LA Times: Will Audiences Brake for Pop Goddess?
4. ↑   Washington Post: 'Crossroads': Britney's Fizzy Serving of Hot Pepsi